# Allan Lichtman
Allan Jay Lichtman ( /ˈlɪktmən/ ; nacido el 4 de abril de 1947) es un historiador estadounidense que ha enseñado en la Universidad Americana de Washington D. C. desde 1973.
Lichtman creó el modelo de Las llaves para la Casa Blanca (en inglés: The Keys to the White House), que creó con el sismólogo ruso Vladimir Keilis-Borok en 1981. El modelo utiliza 13 criterios de Verdadero / Falso para predecir si el candidato de un partido en el poder ganará o perderá las próximas elecciones para el presidente de Estados Unidos. Se postuló para un escaño en el Senado de Estados Unidos por Maryland en 2006, terminando en sexto lugar en las primarias demócratas. Lichtman es autor del libro de 2017 The Case for Impeachment (en español: el caso del juicio político), que presenta múltiples argumentos acerca del proceso de destitución de Donald Trump.

## Primeros años
Lichtman nació en el barrio de Brownsville en Brooklyn, Nueva York, donde se graduó de la secundaria Stuyvesant High School de esa ciudad. Lichtman recibió su licenciatura en Historia de la Universidad Brandeis, en 1967, y se graduó Phi Beta Kappa y magna cum laude, mientras también corría en pista y luchaba para la universidad. En 1973, Lichtman recibió su Ph.D. de la Universidad de Harvard como Graduate Prize Fellow, también en historia.

## Carrera

### Docente

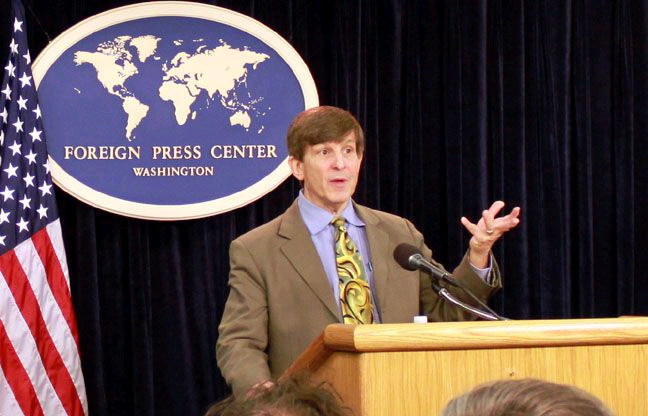
Allan Lichtman en 2010

Lichtman comenzó a enseñar en la American University en 1973, ascendió a presidente del Departamento de Historia y fue nombrado Profesor Académico del Año en 1993.
Fuera del aula, Lichtman ha testificado como perito sobre derechos civiles en más de 70 casos para el Departamento de Justicia de Estados Unidos y para grupos de derechos civiles como la NAACP, el Mexican-American Legal Defense and Education Fund y Defensa Legal de Puerto Rican Legal Defense and Education Fund, y el Southern Poverty Law Center. También fue consultor del vicepresidente Al Gore y del senador Edward Kennedy. Ayudó a la investigación de la Comisión de Derechos Civiles de los Estados Unidos sobre irregularidades en la votación en Florida durante las elecciones de 2000, presentando su análisis estadístico de los problemas en dichos comicios. Lichtman concluyó que «había grandes disparidades raciales en la tasa de votos rechazados».
A principios de la década de 1980, mientras vivía en California como profesor invitado en el Instituto de Tecnología de California, Lichtman participó 17 emisiones del programa de juegos Tic Tac Dough, en el cual ganó $100 000 dólares estadounidenses, durante el tiempo en que concurso en el programa de televisión.

### Autor y comentarista
Lichtman es muy conocido por el sistema «keys» (en español: claves), presentado en sus libros Las trece claves de la presidencia y Las claves de la Casa Blanca (The Keys to the White House). El sistema utiliza trece factores históricos para predecir si el candidato de un partido que ocupa la presidencia ganará el voto popular en la elección para presidente de los Estados Unidos (independientemente de qué presidente sea el candidato). Las claves se seleccionaron en función de sus correlaciones con los resultados de las elecciones presidenciales de 1860 a 1980, utilizando métodos estadísticos adaptados del trabajo del geofísico Vladimir Keilis-Borok para predecir terremotos. Desde su presentación, el sistema predijo correctamente el ganador del voto popular en cada una de las elecciones entre 1984 y 2020, incluida una predicción correcta de Al Gore como ganador del voto popular en 2000. En 2016, su sistema predijo incorrectamente a Trump como un ganador del voto popular. Lichtman ha dado declaraciones y comentarios para redes y canales de cable como CNN, Fox News y MSNBC. En agosto de 2020, Lichtman anunció la predicción, de acuerdo a su modelo, de que el candidato del Partido Demócrata, Joe Biden, sería elegido presidente.
Nate Silver ha criticado las «claves» de Lichtman, escribiendo que varias de las claves serían subjetivas. Por ejemplo, dos de las claves son si el titular tiene carisma y si el retador tiene carisma. Silver escribió, «es tremendamente fácil describir a alguien como carismático cuando está a la cabeza en las encuestas, o cuando tienes la ventaja de mirar atrás y saber quién ganó una elección». 
En abril de 2017, Lichtman escribió el libro The Case for Impeachment, que presenta múltiples argumentos a favor de un proceso de destitución de Donald Trump. El Financial Times le dio a The Case for Impeachment una crítica positiva, escribiendo: «El poderoso libro de Lichtman es un recordatorio de que solo estamos en el comienzo de las investigaciones de Trump». El Washington Post lo calificó de «sorprendente ver cómo se desarrolla todo el argumento».  El New York Journal of Books lo recomendó como recurso, «si usted es un miembro del Congreso que intenta lidiar con todo lo que esta administración ha hecho». CounterPunch caracterizó el trabajo como «un análisis brillante de cada acto fraudulento». The Hill elogió al autor, escribiendo: «Lichtman ha escrito lo que puede ser el libro más importante del año». CBC News consultó a expertos en derecho que dijeron que el cumplimiento de la predicción de juicio político de Lichtman era poco probable, especialmente con una Cámara de Representantes de Estados Unidos controlada por los republicanos. Trump fue acusado por la Cámara de Representantes de los Estados Unidos el 18 de diciembre de 2019, pero el Senado lo absolvió el 5 de febrero de 2020.

### Carrera para el Senado de Estados Unidos por Maryland en 2006
Lichtman anunció su candidatura para la nominación demócrata para el Senado de Estados Unidos por Maryland en las elecciones de 2006 para reemplazar al senador Paul Sarbanes. En un anuncio de televisión de estilo humorístico, prometió no ser un «político convencional» y luego salto al agua del canal C&O en un elegante traje de negocios. Lichtman fue visto como un candidato con posibilidades escasas, con poco apoyo en las encuestas de opinión. Lichtman criticó al representante demócrata Ben Cardin por haber votado a favor de la financiación de la guerra de Irak. Cuando Lichtman no fue invitado por la Liga de Mujeres Votantes al debate de la Televisión Pública de Maryland, él y otros candidatos excluidos (Josh Rales y Dennis F. Rasmussen) protestaron frente a los estudios de televisión en Baltimore. Lichtman y su esposa fueron arrestados después de un enfrentamiento con un guardia de seguridad. Ambos fueron absueltos de todos los cargos en agosto de 2006.
Lichtman perdió en las elecciones primarias ante Cardin, recibiendo 6919 votos (1.2%), colocándolo en el sexto lugar en un ranking de 18 precandidatos. En octubre de 2012, The Washington Post informó que todavía estaba pagando una hipoteca que tuvo que pedir para financiar su campaña.

## Premios y honores
Lichtman ha recibido numerosos premios en la American University durante su carrera. En particular, fue nombrado Profesor Distinguido de Historia en 2011 y profesor Académico Destacado en 1992-1993, el premio más alto de la facultad en esa universidad. Los honores incluyen:
- Sherman Fairchild Distinguished Visiting Scholar, Instituto de Tecnología de California, 1980–81
- Premio al mejor orador, Convención Nacional de la Asociación Internacional de Plataformas, 1983, 1984, 1987
- Seleccionado por Teaching Company como uno de los «Maestros Super Star» de Estados Unidos
- Profesor y académico destacado, 1992–93
- Finalista, Premio del Círculo Nacional de Críticos de Libros por White Protestant Nation, the Rise of the American Conservative Movement (en español: Nación protestante blanca, el ascenso del movimiento conservador estadounidense), 2008[27]
- Profesor Distinguido de Historia en la American University, 2011
- Ganador, Premio Nacional del Libro Judío, 2013 por «FDR y los judíos», con Richard Breitman
- Finalista del Premio del Libro de Los Angeles Times, 2013 por «FDR y los judíos», con Richard Breitman

## Books
- Historians and the Living Past: The Theory and Practice of Historical Study (Arlington Heights, Ill.: Harlan Davidson, Inc., 1978; With Valerie French)
- Ecological Inference (With Laura Irwin Langbein, Sage Series In Quantitative Applications In The Social Sciences, 1978)
- Your Family History: How to Use Oral History, Personal Family Archives, and Public Documents To Discover Your Heritage (New York: Random House, 1978)
- Prejudice and the Old Politics: The Presidential Election of 1928 (Chapel Hill: University Of North Carolina Press, 1979; Lexington Books, 2000)
- Kin and Communities: Families In America (Edited, with Joan Challinor, Washington, D. C.: Smithsonian Press, 1979)
- The Thirteen Keys To The Presidency (Lanham: Madison Books, 1990, With Ken Decell) ISBN 978-0-8191-7008-8
- The Keys to the White House, 1996 Edition (Lanham: Madison Books, 1996; reprint, Lexington Books Edition, 2000) ISBN 978-0-7391-0179-7
- White Protestant Nation: The Rise of the American Conservative Movement, (Finalist for National Book Critics Circle Award in non-fiction, 2008[27]) Grove/Atlantic Press. ISBN 978-0-87113-984-9
- FDR & the Jews, (Co-authored with Richard Breitman. Harvard University Press, 2013)[28][29][30]
- The Case for Impeachment, HarperCollins, 2017, ISBN 0062696823
- Repeal the Second Amendment: The Case for a Safer America, St. Martin's Press, 2020, ISBN 9781250244406[31]